# 明日への指針 -センチュリー号の航海日誌-
『明日への指針 -センチュリー号の航海日誌-』（あすへのししん センチュリーごうのこうかいにっし）は宝塚歌劇団のミュージカル作品。作・演出は石田昌也。
2014年3月21日から4月28日（新人公演は4月22日）に宝塚大劇場、同年5月16日から6月15日（新人公演は5月29日）に東京宝塚劇場、同年7月12日から8月4日に博多座にて月組により上演された。宝塚歌劇団創立100周年の大劇場第3弾の公演となる。併演作は「宝塚をどり」、「TAKARAZUKA 花詩集100!!」。
宝塚歌劇団100期生の初舞台お披露目公演でもある。

## あらすじ
1900年代初頭の禁酒法時代、ロンドンからニューヨーク向かう貸客船「センチュリー号」を舞台に、小説家志望の通信士ジェイクと若き人妻レイラを中心に繰り広げられる祝祭劇。

## スタッフ
宝塚大劇場公演のデータ
- 作・演出：石田昌也
- 作曲・編曲：手島恭子
- 音楽指揮：佐々田愛一郎
- 振付：御織ゆみ乃
- 装置：新宮有紀
- 衣装：加藤真美
- 照明：佐渡孝治
- 音響：大坪正仁
- 小道具：今岡美也子
- 歌唱指導：楊淑美
- 演出助手：野口幸作
- 装置補：國包洋子
- 舞台進行：阪谷諒子

- 舞台美術製作：株式会社 宝塚舞台（併演作品と共通）
- 演奏：宝塚歌劇オーケストラ（併演作品と共通）
- 制作：石田明弘（併演作品と共通）
- 制作補：西尾雅彦（併演作品と共通）
- 制作・著作：宝塚歌劇団（併演作品と共通）
- 主催：阪急電鉄 株式会社（併演作品と共通）

参考資料：宝塚大劇場公演のプログラム

## 主な配役
本公演、☆は博多座公演
- ジェイク：龍真咲
- レイラ：愛希れいか
- コネリー船長：飛鳥裕
- セルゲイ監督：星条海斗
- ドーラ社長：憧花ゆりの、☆夏月都
- サイモン：沙央くらま
- ミカエラ：萌花ゆりあ
- ソロモン：綾月せり
- アルバート一等航海士：光月るう
- マダム・アキュー：夏月都、☆白雪さち花
- ナイジェル：凪七瑠海、☆珠城りょう
- ルーカス：美弥るりか、☆宇月颯
- セガール助監督：美翔かずき、☆有瀬そう
- ビリー：響れおな、☆星那由貴
- イアン二等航海士：宇月颯、☆美翔かずき
- コレット：琴音和葉
- マダム・フランソワ：玲実くれあ
- ウィリー三等航海士：紫門ゆりや、☆響れおな
- 尼僧：白雪さち花、☆香咲蘭
- ベルンハルト：千海華蘭
- エド四等航海士：煌月爽矢
- オスカー五等航海士：鳳月杏
- ミーナ：花陽みら、☆楓ゆき
- カール六等航海士：珠城りょう、☆朝美絢
- 少年ジェイク：晴音アキ、☆麗泉里
- ロストロン船長／ドナルド：輝月ゆうま
- アンジェラ：海乃美月、☆晴音アキ

新人公演（宝塚大劇場・東京宝塚劇場のみ）
- ジェイク：暁千星
- レイラ：海乃美月
- コネリー船長：春海ゆう
- セルゲイ監督：輝月ゆうま
- ドーラ社長：晴音アキ
- サイモン：珠城りょう
- ミカエラ：美里夢乃
- ソロモン：周旺真広
- アルバート一等航海士：隼海惺
- マダム・アキュー：楓ゆき
- ナイジェル：朝美絢
- ルーカス：蓮つかさ
- セガール助監督：美泉儷
- ビリー：煌海ルイセ
- イアン二等航海士：優ひかる
- コレット：叶羽時
- マダム・フランソワ：香咲蘭
- ウィリー三等航海士：蒼矢朋季
- 尼僧：紫乃加りあ
- ベルンハルト：佳城葵
- エド四等航海士：颯希有翔
- オスカー五等航海士：蒼瀬侑季
- ミーナ：美園さくら
- カール六等航海士：夢奈瑠音
- ロストロン船長／ドナルド：朝霧真
- 少年ジェイク：麗泉里
- アンジェラ：紫乃小雪

## 参考資料及び外部リンク
- 宝塚歌劇公式公演案内：宝塚大劇場・東京宝塚劇場・博多座